# Galileo Galilei
Galileo Galilei (Pisa,  15 de febrero de 1564-Arcetri, Italia, 8 de enero de 1642) fue un astrónomo, ingeniero, matemático y físico italiano, relacionado estrechamente con la revolución científica. Eminente hombre del Renacimiento, mostró interés por casi todas las ciencias y artes (música, literatura, pintura). Sus logros incluyen la mejora del telescopio, gran variedad de observaciones astronómicas, la primera ley del movimiento y un apoyo determinante a la «Revolución de Copérnico». Ha sido considerado como el «padre de la astronomía moderna», el «padre de la física moderna» y el «padre de la ciencia moderna».
Su trabajo experimental es considerado complementario a los escritos de Francis Bacon en el establecimiento del moderno método científico y su carrera científica es complementaria a la de Johannes Kepler (1561-1630). Su trabajo se considera una ruptura de las teorías asentadas de la física aristotélica y su enfrentamiento con la Inquisición romana de la Iglesia católica se presenta como un ejemplo de conflicto entre religión y ciencia en la sociedad occidental.

## Infancia y primeros años
Galileo di Vincenzo Bonaiuti de' Galilei, nacido en Pisa cuando esta pertenecía al Gran Ducado de Toscana, fue el mayor de siete hermanos, hijo de Giulia Ammannati y del músico y matemático Vincenzo Galilei. Los Galilei, una familia de la baja nobleza que se ganaba la vida gracias al comercio, se encargaron de la educación de Galileo hasta sus 10 años, edad a la que pasó a cargo de un vecino religioso llamado Jacobo Borhini cuando sus padres se trasladaron a Florencia. Por mediación de este, el pequeño Galileo accedió al convento de Santa María de Vallombrosa de Florencia y recibió una formación piadosa que le llevó a plantearse entrar en la vida religiosa, algo que a su padre le disgustó. Por eso, Vincenzo Galilei —un hombre bastante escéptico— aprovechó una infección en el ojo que padecía su hijo para sacarle del convento alegando «falta de cuidados». Dos años más tarde, Galileo fue inscrito por su padre en la Universidad de Pisa, donde estudió medicina, filosofía y matemáticas.

## El descubrimiento de su vocación
Si bien su padre quería que Galileo se dedicara a la medicina, en 1583 Galileo se inició en la matemática de la mano de Ostilio Ricci, un amigo de la familia, alumno de Tartaglia. Ricci tenía la costumbre, rara en esa época, de unir la teoría a la práctica experimental.
Atraído por la obra de Euclides, sin ningún interés por la medicina y todavía menos por las disputas escolásticas y la filosofía aristotélica, Galileo reorienta sus estudios hacia las matemáticas. Desde entonces, se siente seguidor de Pitágoras, de Platón y de Arquímedes, y opuesto al aristotelismo. Todavía estudiante, descubre la ley de la isocronismo de los péndulos, primera etapa de lo que será el descubrimiento de una nueva ciencia: la mecánica. Dentro de la corriente humanista, redacta también un panfleto feroz contra el profesorado de su tiempo. Toda su vida, Galileo rechazará el ser comparado a los profesores de su época, lo que le supondrá numerosos enemigos.
Dos años más tarde, retorna a Florencia sin diploma, pero con grandes conocimientos y una gran curiosidad científica.

## Antes del telescopio

### De Florencia a Pisa (1585-1592)
Galileo comienza por demostrar muchos teoremas sobre el centro de gravedad de ciertos sólidos en Theoremata circa centrum gravitatis solidum y emprende en 1586 la reconstitución de la balanza hidrostática de Arquímedes o bilancetta. Al mismo tiempo, continúa con sus estudios sobre las oscilaciones del péndulo pesante e inventa el pulsómetro. Este aparato permite ayudar a medir el pulso y aporta una escala de tiempo, que no existía aún en la época. También comienza sus estudios sobre la caída de los cuerpos.
En 1588, es invitado por la Academia florentina a presentar dos lecciones sobre «la forma, el lugar y la dimensión del infierno de Dante Alighieri».
Paralelamente a sus actividades, busca un empleo de profesor en una universidad; se encuentra entonces con grandes personajes, como el padre jesuita Christopher Clavius, excelencia de la matemática en el Colegio pontifical. Coincide también con el matemático Guidobaldo del Monte. Este último recomienda a Galileo ante el duque Fernando I de Médici, que lo nombra para la cátedra de matemáticas de la universidad de Pisa por 60 escudos de oro al año. Su lección inaugural tendrá lugar el 12 de noviembre de 1589.
En 1590 y 1591, la cicloide atrae su atención y se sirve de ella para dibujar arcos de puentes. Igualmente experimenta sobre la caída de los cuerpos y redacta su primera obra de mecánica, De motu. La realidad es que estas «experiencias» son puestas en duda hoy por hoy y podrían ser una invención de su primer biógrafo, Vincenzo Viviani. Este volumen contiene ideas nuevas para la época, pero expone también, evidentemente, los principios de la escuela aristotélica y el sistema de Ptolomeo. Galileo los enseñará durante mucho tiempo después de estar convencido de la exactitud del sistema copernicano, falto de pruebas tangibles.

#### Experimento de Galileo en la torre de Pisa
Entre 1589 y 1592, el científico italiano Galileo Galilei (entonces profesor de matemáticas de la Universidad de Pisa) dejó caer dos esferas de distintas masas desde la parte alta de la torre inclinada de Pisa para demostrar que el tiempo de descenso es independiente de la masa del cuerpo que cae, según la biografía del alumno de Galileo, Vincenzo Viviani, realizada en 1654 y publicada en 1717.
De acuerdo con la historia, Galileo descubrió a través de este experimento que los objetos caen con la misma aceleración, probando que su predicción era cierta, y al mismo tiempo negando la teoría gravitatoria aristotélica (que enunciaba que los objetos caían a una velocidad proporcional a sus masas). Muchos historiadores consideran que fue un experimento mental más que una prueba física.

### La universidad de Padua (1592-1610)

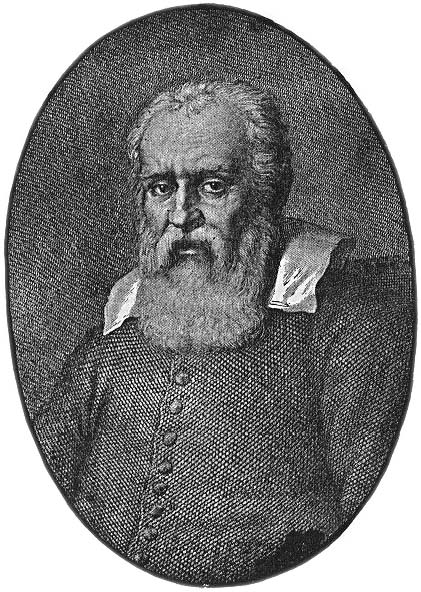
Galileo Galilei

En 1592 se trasladó a la Universidad de Padua y ejerció como profesor de geometría, mecánica y astronomía hasta 1610. La marcha de Pisa se explica por diferencias con uno de los hijos del gran duque Fernando I de Médici.
Padua pertenecía a la poderosa República de Venecia, lo que dio a Galileo una gran libertad intelectual, pues la Inquisición no era poderosa allí. Incluso si Giordano Bruno había sido entregado por los patricios de la república a la Inquisición, Galileo podía efectuar sus investigaciones sin muchas preocupaciones.
Enseña mecánica aplicada, matemática, astronomía y arquitectura militar. Después de la muerte de su padre en 1591, Galileo debe ayudar a cubrir las necesidades de la familia. Comienza a dar numerosas clases particulares a los estudiantes ricos, a los que aloja en su casa. Pero no es un buen gestor y solo la ayuda financiera de sus protectores y amigos le permiten equilibrar sus cuentas.
En 1599, Galileo participa en la fundación de la Accademia dei Ricovrati con el abad Federico Cornaro.
El mismo año, Galileo se encuentra con Marina Gamba, una atractiva joven veneciana con la cual mantendrá una relación hasta 1610 (no se casan ni viven juntos). En 1600, nace su primera hija Virginia, seguida por su hermana Livia en 1601; luego un hijo, Vincenzo, en 1606. Después de la separación (no conflictiva) de la pareja, Galileo se encarga de su hijo y envía sus hijas a un convento, ya que el abuelo las sentencia de «incasables» al ser ilegítimas. En cambio el varón Vincenzo será legitimado y se casará con Sestilia Bocchineri.

### 1604

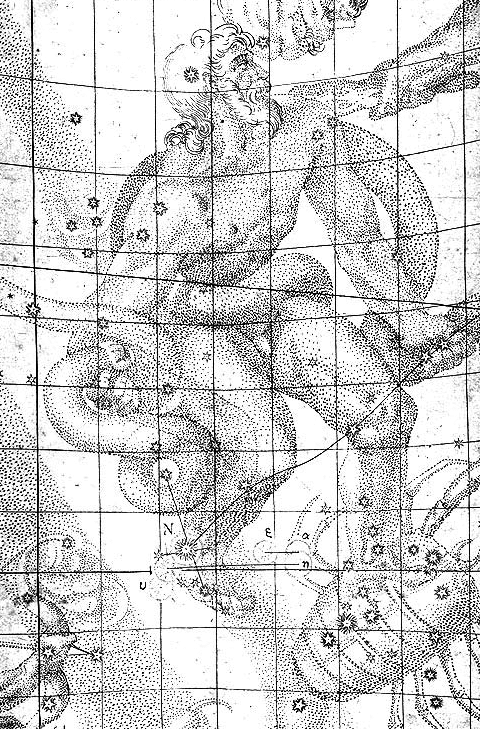
Ilustración de Kepler de la supernova de 1604 en el pie de Ofiuco (el portador de la serpiente)

1604 fue un año mirabilis para Galileo:
- En julio, probó su bomba de agua en un jardín de Padua;
- En octubre, descubrió la ley del movimiento uniformemente acelerado, que él asoció a una ley de velocidades erróneas;
- En diciembre, comenzó sus observaciones de una nova conocida al menos desde el 10 de octubre. Consagró cinco lecciones sobre el tema el mes siguiente, y en febrero de 1605 publicó el Dialogo de Cecco da Ronchitti da Bruzene in perpuosito de la stella Nova junto con Girolamo Spinelli. Aunque la aparición de una nueva estrella, y su desaparición repentina entraba en total contradicción con la teoría establecida de la inalterabilidad de los cielos, Galileo continuó todavía como aristotélico en público, pero en privado ya era copernicano. Esperó la prueba irrefutable sobre la cual apoyarse para denunciar el aristotelismo.

Retomando sus estudios sobre el movimiento, Galileo «mostró» que los proyectiles seguían, en el vacío, trayectorias parabólicas. Hizo falta la ley de la gravitación universal de Newton para generalizar los misiles balísticos, donde las trayectorias son en efecto elípticas.

### De 1606 a 1609
En 1606, Galileo construye su primer termoscopio, primer aparato de la historia que permite comparar de manera objetiva el nivel de calor y de frío. Ese mismo año, Galileo y dos de sus amigos caen enfermos el mismo día de una misma enfermedad infecciosa. Solo sobrevive Galileo, que permanecerá lisiado de reumatismo por el resto de sus días.
En los dos años que siguen, el sabio estudia las estructuras de los imanes. Actualmente se pueden contemplar sus trabajos en el museo de historia de Florencia.

## El telescopio y sus consecuencias

### Invención del telescopio

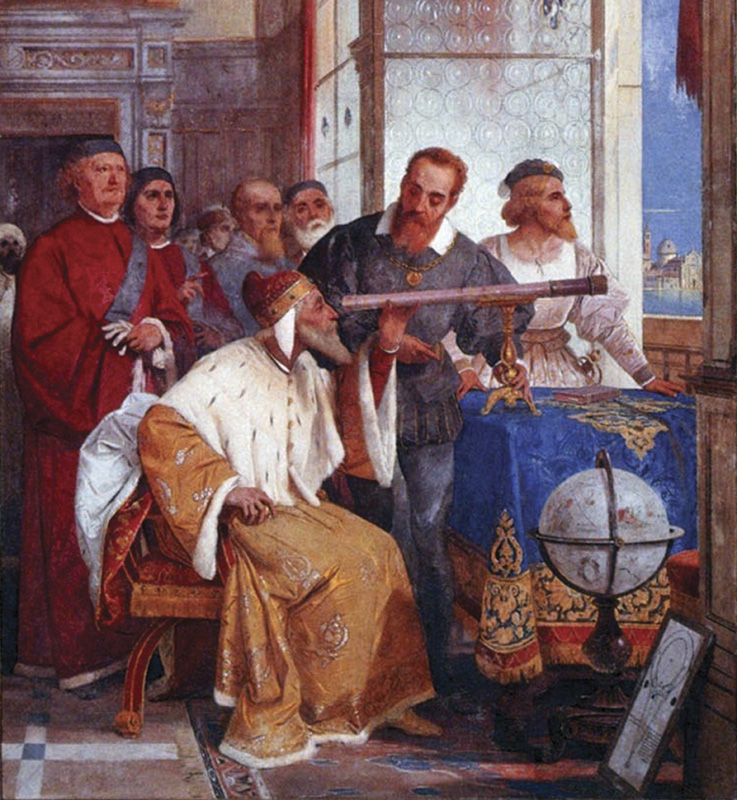
Galileo enseñando al dux de Venecia el uso del telescopio. Fresco de Giuseppe Bertini (1825-1898).

En mayo de 1609, Galileo recibe desde París una carta del francés Jacques Badovere, uno de sus antiguos alumnos, quien le confirma un rumor insistente: la existencia de un telescopio que permite ver los objetos lejanos. Construido en Holanda por el fabricante de lentes Hans Lippershey, este telescopio habría permitido ya ver estrellas invisibles a simple vista. Con esta única descripción, Galileo, que ya no da cursos a Cosme II de Médicis, construye su primer telescopio. Al contrario que el telescopio neerlandés, este no deforma los objetos y los aumenta 6 veces, o sea, el doble que su oponente. También es el único de la época que consigue obtener una imagen derecha gracias a la utilización de una lente divergente en el ocular. Este invento marca un giro en la vida de Galileo.
El 21 de agosto, apenas terminado su segundo telescopio (aumenta ocho o nueve veces), lo presenta al Senado de Venecia. La demostración tiene lugar en lo alto del Campanile de la plaza de San Marco. Los espectadores quedan entusiasmados: ante sus ojos, Murano, situado a 2 km y medio, parece estar a 300 m solamente.
Galileo ofrece su instrumento y cede los derechos a la República de Venecia, muy interesada por las aplicaciones militares del objeto. En recompensa, es confirmado de por vida en su puesto de Padua y sus emolumentos se duplican. Se libera por fin de las dificultades financieras.
Sin embargo, contrario a sus alegaciones, no dominaba la teoría óptica y los instrumentos fabricados por él son de calidad muy variable. Algunos telescopios son prácticamente inutilizables (al menos para la observación astronómica). En abril de 1610, en Bolonia, por ejemplo, la demostración del telescopio es desastrosa, como así lo informa Martin Horky en una carta a Kepler.[cita requerida]
Galileo reconoció en marzo de 1610 que, entre los más de 60 telescopios que había construido, solamente algunos eran adecuados.

### Observación de la Luna

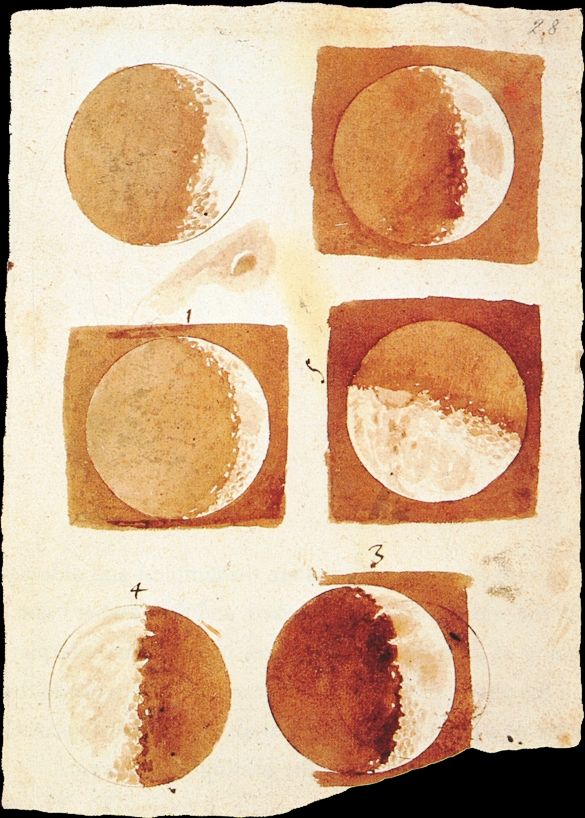
Ilustración elaborada por Galileo sobre las fases lunares

Durante el otoño de 1610, Galileo continuó desarrollando su telescopio. En noviembre, fabricó un instrumento que aumentaba veinte veces el tamaño y lo utilizó para observar el cielo. Rápidamente, observando las fases de la Luna, descubrió que este astro no era una esfera traslúcida y perfecta como afirmaba la teoría aristotélica. La física aristotélica, que poseía autoridad en esa época, distinguía dos mundos:
- el mundo «sublunar», que comprende la Tierra y todo lo que se encuentra entre la Tierra y la Luna; en este mundo todo es imperfecto y cambiante;
- el mundo «supralunar», que comienza en la Luna y se extiende más allá. En esta zona, no existen más que formas geométricas perfectas (esferas) y movimientos regulares inmutables (circulares).

Galileo, por su parte, observó una zona transitoria entre la sombra y la luz, el terminador, que no era para nada regular, lo que por consiguiente invalidaba la teoría aristotélica y afirma la existencia de montañas en la Luna. Galileo incluso estimó su altura en 7000 metros, más que la montaña más alta conocida hasta entonces. Hay que decir que los medios técnicos de la época ni siquiera permitían medir con exactitud la altitud de las montañas terrestres. Aun cuando los dibujos de las fases lunares y los mapas realizados por Galileo tuvieron mayor difusión e influencia, no era el único que estudiaba la luna. Es posible, por ejemplo, que el descubrimiento de la libración lunar, que usualmente se le atribuye, en realidad haya sido descrita antes por Thomas Harriot, bajo influencia de los trabajos anteriores de William Gilbert.

### Investigación del universo
En pocas semanas, descubriría la naturaleza de la Vía Láctea, cuenta las estrellas de la constelación de Orión y constata que ciertas estrellas visibles a simple vista son, en verdad, cúmulos de estrellas. Galileo observa los anillos de Saturno pero no los identifica como tales, sino como extraños «apéndices» (como dos asas). No será hasta medio siglo más tarde cuando Huygens (1629-1695), utilizando telescopios más perfectos, pueda observar la verdadera forma de los anillos. Estudia igualmente las manchas solares.
El 7 de enero de 1610, Galileo hace un descubrimiento capital: percibe tres estrellas pequeñas en la periferia de Júpiter. Después de varias noches de observación, descubre que son cuatro y que giran alrededor del planeta. Se trata de los satélites de Júpiter llamados hoy satélites galileanos: Calisto, Europa, Ganimedes e Ío. A fin de protegerse de la necesidad y sin duda deseoso de retornar a Florencia, Galileo llamará a estos satélites por algún tiempo los «astros mediceos» I, II, III y IV, en honor de Cosme II de Médicis, su antiguo alumno y gran duque de Toscana. Galileo no ha dudado entre Cósmica sidera y Medicea sidera. El juego de palabras entre cósmica y Cosme es evidentemente voluntario y es solo después de la primera impresión que retiene la segunda denominación (el nombre actual de estos satélites se debe, sin embargo, al astrónomo Simon Marius, quien los bautizó de esta manera a sugerencia de Johannes Kepler (1561-1630), si bien durante dos siglos se empleó la nomenclatura de Galileo).
El 4 de marzo de 1610, Galileo publica en Florencia sus descubrimientos dentro de El mensajero de las estrellas (Sidereus nuncius), resultado de sus primeras observaciones estelares.
Para él, Júpiter y sus satélites son un modelo a escala reducida del sistema solar. Gracias a ellos, piensa poder demostrar que las órbitas de cristal de Aristóteles no existen y que todos los cuerpos celestes no giran alrededor de la Tierra. Es un golpe muy duro a los aristotélicos. Así mismo, corrige a ciertos copernicanos que pretenden afirmar que todos los cuerpos celestes giran alrededor del Sol.
El 10 de abril de 1610, muestra estos astros a la corte de Toscana de donde sale triunfante. En ese mismo mes, da tres cursos sobre el tema en Padua y Johannes Kepler (de 38 años) ofrece su apoyo a Galileo. El astrónomo alemán no confirmará verdaderamente este descubrimiento —pero con entusiasmo— hasta septiembre, gracias a una lente ofrecida por Galileo en persona.[cita requerida]

### Observaciones en Florencia, presentación en Roma

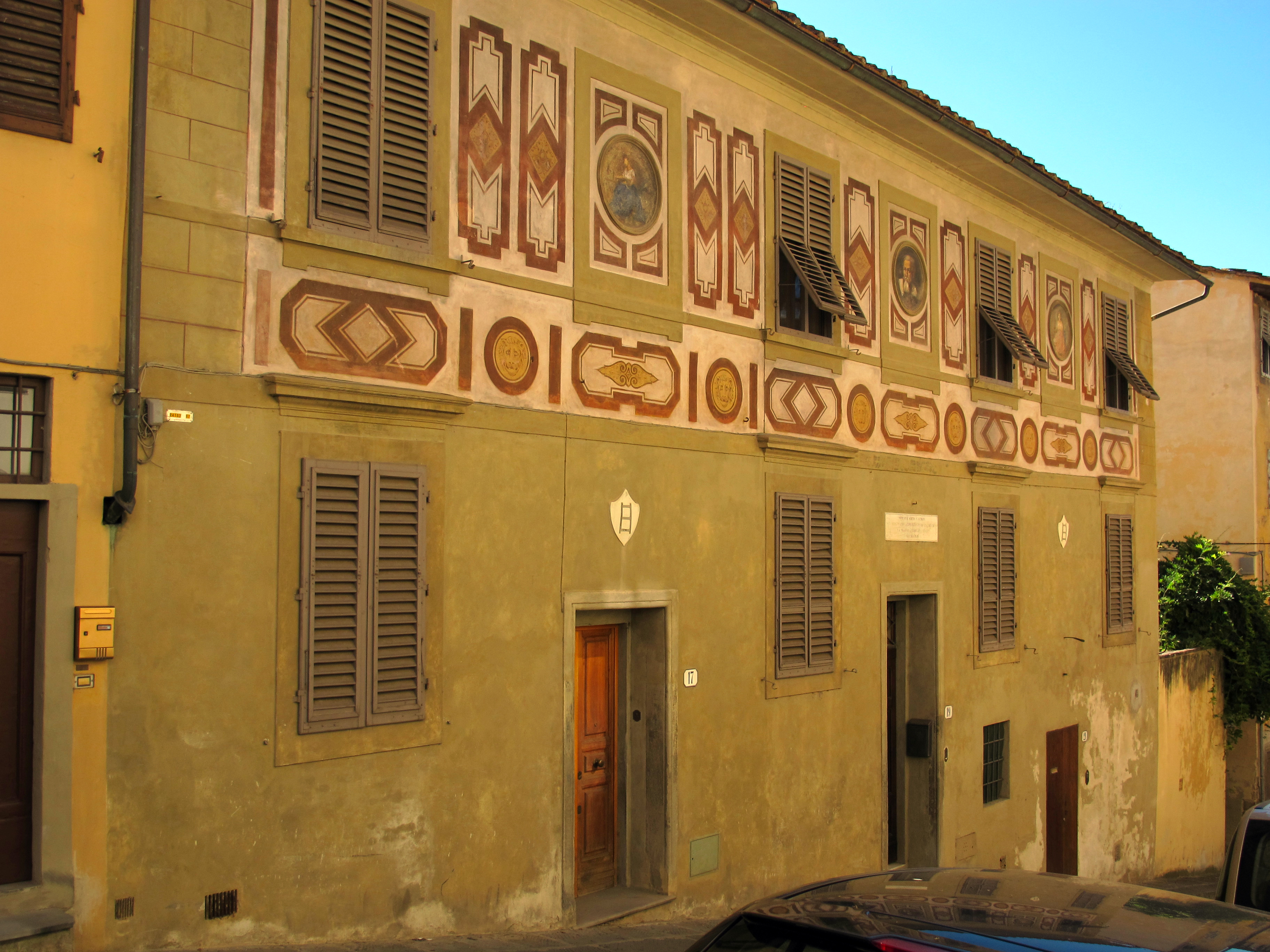
La casa florentina de Galileo

El 10 de julio de 1610, Galileo deja Venecia para trasladarse a Florencia.
A pesar de los consejos de sus amigos Sarpi y Sagredo, que temen que su libertad sea restringida, ha aceptado, en efecto, el puesto de Primer matemático de la Universidad de Pisa (sin carga de cursos, ni obligación de residencia) y aquel de Primer matemático y Primer filósofo del gran duque de Toscana.
El 25 de julio de 1610, Galileo orienta su telescopio hacia Saturno y descubre su extraña apariencia creyendo que los anillos eran dos asas. Serán necesarios 50 años e instrumentos más poderosos para que Christiaan Huygens comprenda la naturaleza de los anillos de Saturno.
El mes siguiente, Galileo encuentra una manera de observar el Sol en el telescopio y realiza observaciones de las manchas solares. Les da una explicación satisfactoria.
En septiembre de 1610, prosiguiendo con sus observaciones, descubre las fases de Venus. Para él, es una nueva prueba de la verdad del sistema copernicano, pues este fenómeno es fácil de interpretar gracias a la hipótesis heliocéntrica, puesto que es mucho más difícil de hacerlo basándose en la hipótesis geocéntrica.
Fue invitado el 29 de marzo de 1611 por el cardenal Maffeo Barberini (futuro Urbano VIII) a presentar sus descubrimientos al Colegio pontifical de Roma y en la joven Academia de los Linces. Galileo permanecerá dentro de la capital pontificia un mes completo, durante el cual recibe todos los honores. La Academia de los Linces le reserva un recibimiento entusiasta y le admite como su sexto miembro. Desde ese momento, el lince de la academia adornará el frontispicio de todas las publicaciones de Galileo.
El 24 de abril de 1611, el Colegio Romano, compuesto de jesuitas de los cuales Christopher Clavius es el miembro más eminente, confirma al cardenal Roberto Belarmino que las observaciones de Galileo son exactas. No obstante, los supuestos sabios se guardan bien de confirmar o de denegar las conclusiones hechas por el florentino.
Galileo retorna a Florencia el 4 de junio.

## Pruebas del sistema heliocéntrico presentadas por Galileo
Según Bertrand Russell, el conflicto entre Galileo y la Iglesia católica fue un conflicto entre el razonamiento inductivo y el razonamiento deductivo. La inducción basada en la observación de la realidad, propia del método científico que Galileo usó por primera vez, ofreciendo pruebas experimentales de sus afirmaciones y publicando los resultados para que pudiesen ser repetidas, frente a la deducción, a partir en última instancia de argumentos basados en la autoridad, bien de filósofos como Aristóteles o de las Sagradas Escrituras. Así, en relación con su defensa de la teoría heliocéntrica, Galileo siempre se basó en datos extraídos de observaciones experimentales que demostraban la validez de sus argumentos. En resumen, y a pesar de que se sostiene, en ocasiones, que Galileo no demostró el movimiento de la Tierra, las pruebas de carácter experimental, publicadas por él mismo de su argumentación, son las siguientes:
- Montañas en la Luna. Fue el primer descubrimiento de Galileo con ayuda del telescopio, publicado en el Sidereus nuncius en 1610. Con él refuta la tesis aristotélica de que los cielos son perfectos, y en particular la Luna una esfera lisa e inmutable. Frente a eso, Galileo presenta numerosos dibujos de sus observaciones, e incluso estimaciones de la altura de montañas, si bien errados por realizar estimaciones incorrectas de la distancia de la Luna.[37]

- Nuevas estrellas. Fue el segundo descubrimiento de Galileo, también publicado en el Sidereus nuncius. Observó que el número de estrellas visibles con el telescopio se duplicaba. Además, no aumentaban de tamaño, cosa que sí ocurría con los planetas, el Sol y la Luna. Esta imposibilidad de aumentar el tamaño era una prueba de la hipótesis de Copérnico sobre la existencia de un enorme hueco entre Saturno y las estrellas fijas. Esta prueba refutaba el mejor argumento a favor de la teoría geocéntrica, que es que, de ser cierta la teoría copernicana, debería observarse el paralaje, o diferencia de posiciones de las estrellas dependiendo del lugar de la Tierra en su órbita. Así, debido a la enorme lejanía de las mismas en relación con el tamaño de la órbita, no era posible apreciar dicho paralaje.[37]

- Satélites de Júpiter. Probablemente el descubrimiento más famoso de Galileo. Lo realizó el 7 de enero de 1610[37] y provocó una conmoción en toda Europa. Cristóbal Clavio, astrónomo del Colegio Romano de los jesuitas, afirmó: «Todo el sistema de los cielos ha quedado destruido y debe arreglarse».[38] Era una importante prueba de que no todos los cuerpos celestes giraban en torno a la Tierra, pues ahí había cuatro planetas (en la concepción de planetas que entonces se concebía, que incluía la Luna y el Sol) que lo hacían en torno a Júpiter.

- Manchas solares (primera prueba). Otro descubrimiento que refutaba la perfección de los cielos fue la observación de manchas en el Sol que tuvo lugar a finales de 1610 en Roma, si bien demoró su publicación hasta 1612.[39] El jesuita Christoph Scheiner, bajo el pseudónimo de Padre Apelles, se atribuye su descubrimiento e inicia una agria polémica argumentando que son planetoides que están entre el Sol y la Tierra. Por el contrario, Galileo demuestra, con la ayuda de la teoría matemática de los versenos, que están en la superficie del Sol. Además, hace otro importante descubrimiento al mostrar que el Sol está en rotación, lo que sugiere que también la Tierra podría estarlo.[40]

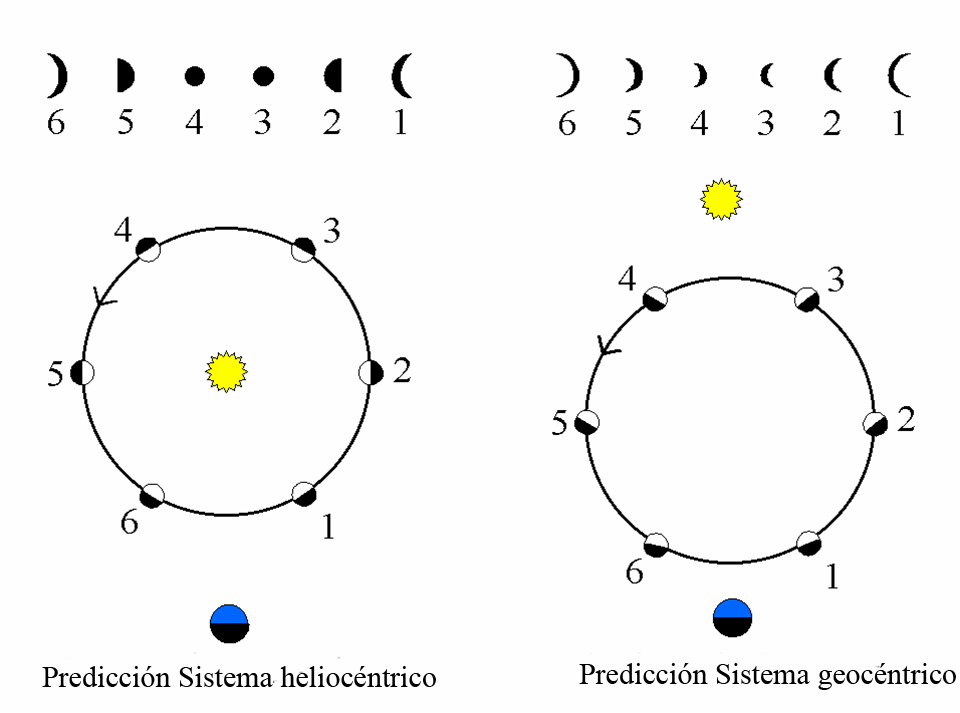
Predicciones sobre la observación de Venus

- Las fases de Venus. Esta prueba es un magnífico ejemplo de aplicación del método científico que Galileo usó por primera vez. La observación la hizo en 1610, aunque demoró su publicación hasta El Ensayador, aparecido en 1623, si bien para asegurar su autoría hizo circular un criptograma, anunciándolo de forma cifrada. Observó las fases, junto a una variación de tamaño, que son solo compatibles con el hecho de que Venus gire alrededor del Sol, ya que presenta su menor tamaño cuando se encuentra en fase llena y el mayor, cuando se encuentra en la nueva; es decir, cuando está entre el Sol y la Tierra. Esta prueba refuta completamente el sistema de Ptolomeo (100-168), que se volvió insostenible. A los jesuitas del Colegio Romano solo les quedaba la opción de aceptar el sistema copernicano o buscar otra alternativa, lo que hicieron refugiándose en el sistema de Tycho Brahe, dándole una acepción que hasta entonces nunca había tenido.[41]

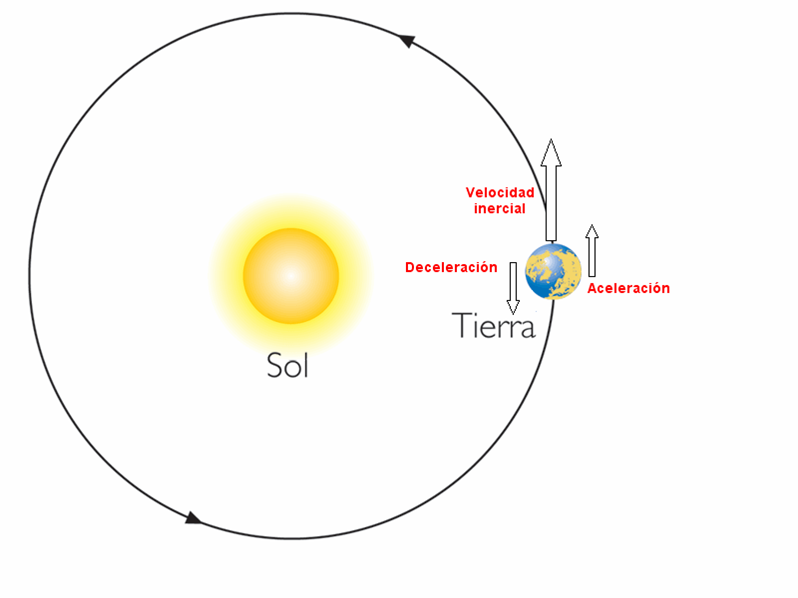
Argumento de las mareas

- Argumento de las mareas. Presentada en la cuarta jornada de los Diálogos sobre los dos máximos sistemas del mundo. Es un argumento brillante y propio del genio de Galileo, pero es el único de los que presenta que estaba equivocado. Según Galileo, la rotación de la Tierra, al moverse esta en su traslación alrededor del Sol, hace que los puntos situados en la superficie de la Tierra sufran aceleraciones y deceleraciones cada 12 horas, que serían las causantes de las mareas. En esencia, el argumento es correcto, y esta fuerza existe en realidad, si bien su intensidad es muchísimo menor que la que Galileo calcula, y no es la causa de las mareas. El error proviene del desconocimiento de datos importantes como la distancia al Sol y la velocidad de la Tierra. Si bien estaba equivocado, Galileo desacreditó completamente la teoría del origen lunar de estas fuerzas por falta de explicación de su naturaleza, y del problema de explicación de la marea alta cuando la Luna está en sentido contrario, pues alega que la fuerza sería atractiva y repulsiva a la vez. Sería necesario esperar hasta Newton para resolver esta cuestión, no solo explicando el origen de la fuerza, sino también el cálculo diferencial para explicar el doble abultamiento. Pero, aun equivocada, situada en su contexto, la tesis de Galileo presentaba menos problemas y era más plausible en su explicación de las mareas.[42]

- Manchas solares (segunda prueba). En su gran obra, el diálogo sobre los sistemas del mundo, Galileo retoma el argumento de las manchas solares, convirtiéndolo en un poderoso argumento contra el sistema de Tycho Brahe, el único refugio que quedaba a los geocentristas. Galileo presenta la observación de que el eje de rotación del Sol está inclinado, lo que hace que la rotación de las manchas solares presente una variación estacional, un «bamboleo» en el giro de las mismas. Si bien los movimientos de las manchas se pueden atribuir al Sol o a la Tierra, pues geométricamente esto es equivalente, resulta que no es así físicamente, pues es necesario tener en cuenta las fuerzas que los producen. Si es la Tierra la que se mueve, Galileo indica que basta una explicación con movimientos inerciales: la Tierra en traslación y el Sol en rotación. Por el contrario, si solo se mueve el Sol, es necesario que este esté realizando dos movimientos distintos a la vez, en torno también a dos ejes distintos, generados por motores sin ninguna plausabilidad física. Este argumento vuelve a ser una nueva prueba, junto a las fases de Venus, de carácter positivo y experimental que muestra el movimiento de la Tierra.[43]

## Los enemigos de Galileo y la denuncia ante el Santo Oficio

### La oposición se organiza

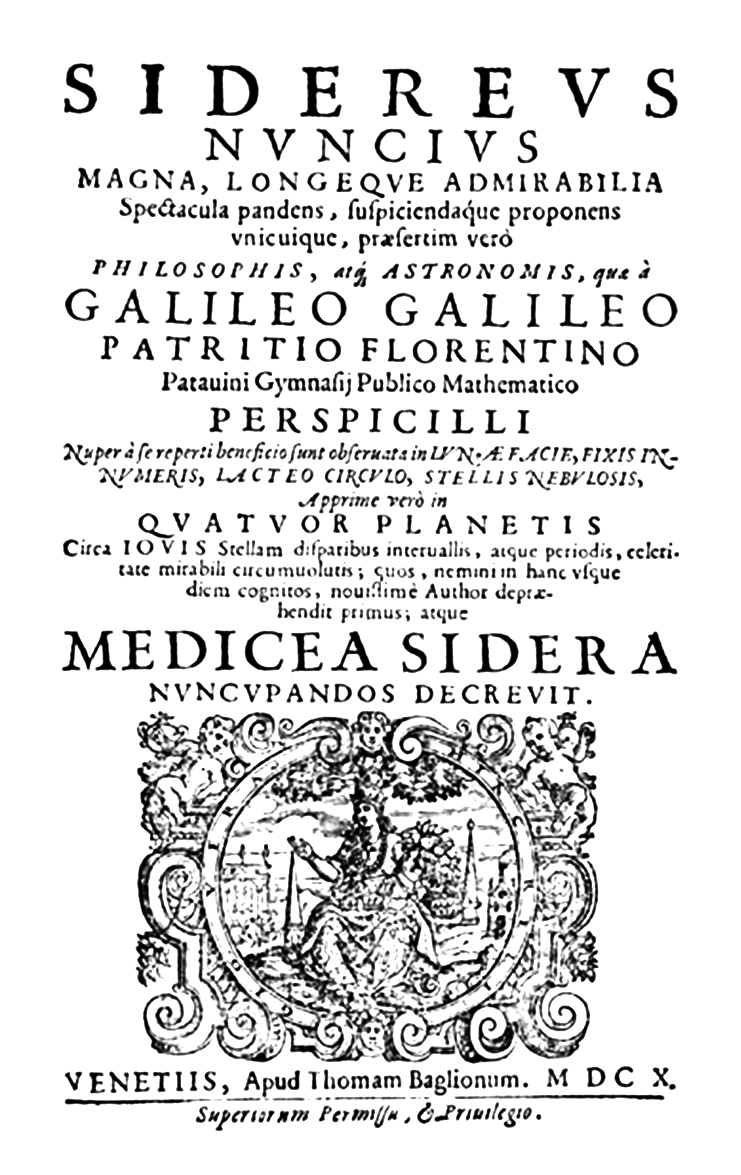
El Sidereus nuncius

Galileo parecía ir de triunfo en triunfo y convence a todo el mundo. Por tanto, los partidarios de la teoría geocéntrica se convierten en sus enemigos encarnizados, y los ataques contra él comienzan con la aparición de Sidereus nuncius. Ellos no pueden permitirse el perder la afrenta ni quieren ver su ciencia puesta en cuestión.
Además, los métodos de Galileo, basados en la observación y la experiencia en vez de la autoridad de los partidarios de las teorías geocéntricas (que se apoyan sobre el prestigio de Aristóteles), están en oposición completa con los suyos, hasta tal punto que Galileo rechaza compararse con ellos.
Al principio, solo se trata de escaramuzas. Pero Sagredo escribe a Galileo, recién llegado a Florencia: «El poder y la generosidad de vuestro príncipe [el duque de Toscana] permiten esperar que él sepa reconocer vuestra dedicación y vuestro mérito; pero en los mares agitados actuales, ¿quién puede evitar de ser, yo no diría hundido, pero sí al menos duramente agitado por los vientos furiosos de los celos?».[cita requerida]
La primera flecha viene de Martin Horky, discípulo del profesor Magini y enemigo de Galileo. Este asistente publica en junio de 1610, sin consultar a su maestro, un panfleto contra el Sidereus nuncius. Exceptuando los ataques personales, su argumento principal es el siguiente: «Los astrólogos han hecho sus horóscopos teniendo en cuenta todo aquello que se mueve en los cielos. Por lo tanto los astros mediceos no sirven para nada, y Dios no crea cosas inútiles; estos astros no pueden existir».
Horky es ridiculizado por los seguidores de Galileo, que responden que estos astros sirven para una cosa: hacerle enfadar. Convertido en el hazmerreír de la universidad, Horky finalmente es recriminado por su maestro: Magini no tolera un fallo tan claro. En el mes de agosto, un tal Sizzi intenta el mismo tipo de ataque con el mismo género de argumentos, sin ningún éxito.
Una vez que las observaciones de Galileo fueron confirmadas por el Colegio Romano, los ataques cambiaron de naturaleza. Lodovico delle Colombe ataca sobre el plan religioso y se pregunta si Galileo cuenta con interpretar la Biblia para ponerla de acuerdo con sus teorías. En esta época, en efecto, antes de los trabajos exegéticos del siglo XIX, un salmo da a entender una cosmología geocéntrica (dentro de la línea: «Tú has fijado la Tierra firme e inmóvil»).
El dictamen del Colegio Romano fue emitido a solicitud del cardenal Roberto Belarmino —quien había participado en el proceso a Giordano Bruno— tras el caluroso recibimiento de Galileo a su llegada a Roma en la primavera de 1611. Sin embargo, Belarmino no quedó persuadido de las explicaciones del astrónomo toscano y, desde ese momento, la Inquisición realizaría un seguimiento y control de las actividades de Galileo.

### Los ataques se hacen más violentos

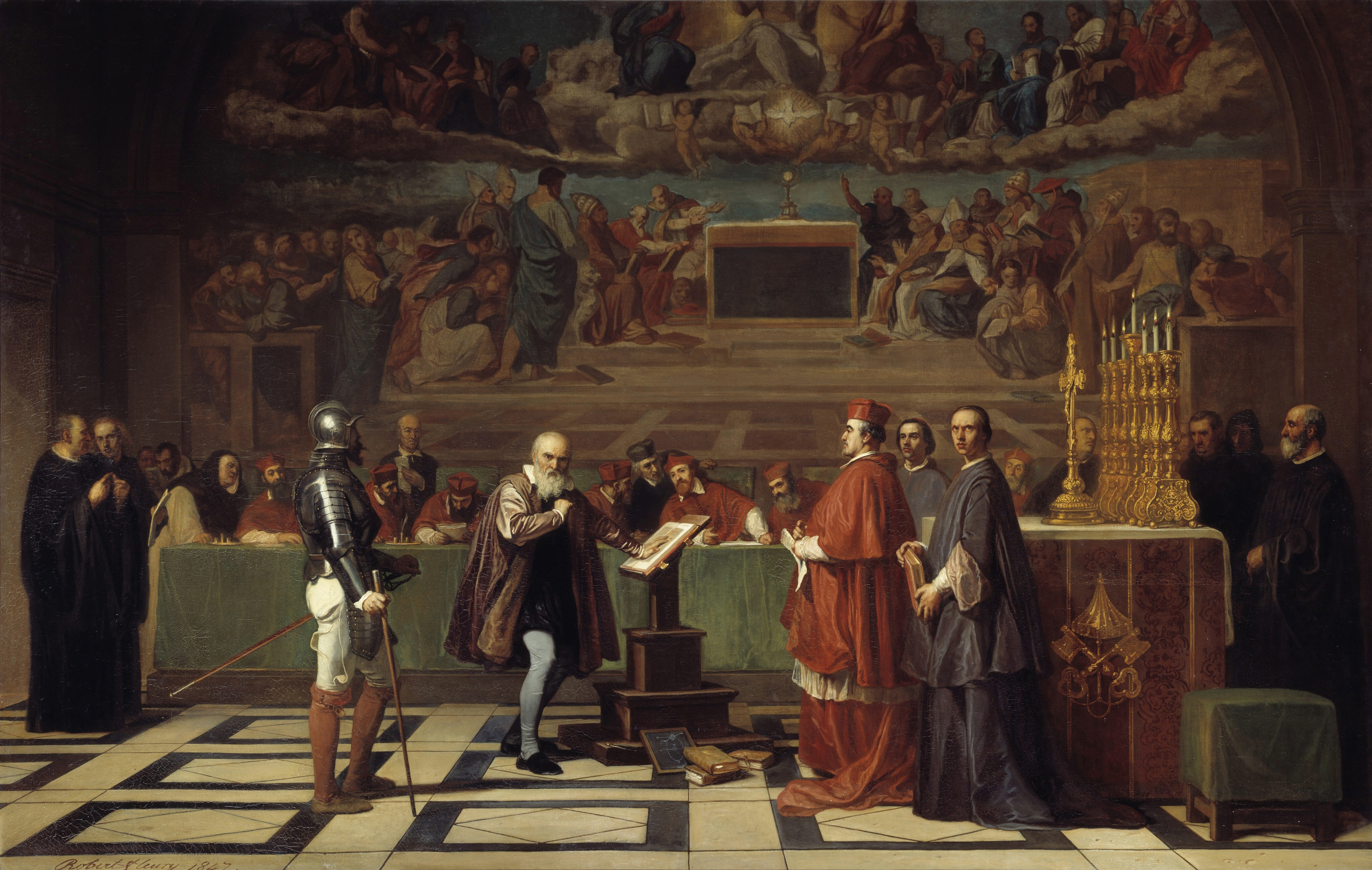
Galileo ante el Santo Oficio, por Joseph-Nicolas Robert-Fleury.

Galileo, de retorno a Florencia, es inatacable desde el punto de vista astronómico. Sus adversarios van entonces a criticar su teoría de los cuerpos flotantes. Galileo pretende que el hielo flota porque es más ligero que el agua, mientras que los aristotélicos piensan que flota porque es de su naturaleza el flotar (física cuantitativa y matemática de Galileo contra física cualitativa de Aristóteles).[cita requerida] El debate tendrá lugar durante un almuerzo en la mesa de Cosme II en el mes de septiembre de 1611.
Galileo se opone a los profesores de Pisa y en especial al mismo Delle Colombe, durante lo que se denomina la «batalla de los cuerpos flotantes». Galileo sale victorioso del intercambio. Varios meses más tarde, sacará una obra en la que se presenta su teoría.
Además de estos asuntos, Galileo continúa con sus investigaciones. Su sistema de determinación de longitudes es propuesto en España por el embajador de Toscana.
En 1612, emprende una discusión con Apelles Latens Post Tabulam (seudónimo del jesuita Christoph Scheiner), un astrónomo alemán, sobre el tema de las manchas solares. Apelles defiende la incorruptibilidad del Sol argumentando que las manchas son en realidad conjuntos de estrellas entre el Sol y la Tierra. Galileo demuestra que las manchas están sobre la superficie misma del Sol, o tan próximas que no se puede medir su altitud. La Academia de los Linces publicará esta correspondencia el 22 de marzo de 1613 con el título de Istoria e dimostrazioni intorno alle macchie solari e loro accidenti. Scheiner terminará por adherirse a la tesis galileana.
El 2 de noviembre de 1612, las querellas reaparecen. El dominico Niccolo Lorini, profesor de historia eclesiástica en Florencia, pronuncia un sermón resueltamente opuesto a la teoría de la rotación de la Tierra. Sermón sin consecuencias particulares, pero que marca el comienzo de los cuestionamientos religiosos. Los opositores utilizan el pasaje bíblico en el Libro de Josué (Josué) en el cual Josué detiene el movimiento del Sol y de la Luna, como argumento teológico contra Galileo.
En diciembre de 1613, el profesor Benedetto Castelli, antiguo alumno de Galileo y uno de sus colegas en Pisa, es encargado por la duquesa Cristina de Lorena de probar la ortodoxia de la doctrina copernicana. Galileo vendrá en ayuda de su discípulo escribiéndole una carta el 21 de diciembre de 1613 (traducida como Galileo, diálogos y cartas selectas) sobre la relación entre ciencia y religión. La gran duquesa se tranquiliza, pero la controversia no se debilita.
Galileo mientras tanto continúa con sus trabajos. Del 12 al 15 de noviembre, recibe a Jean Tarde, a quien presenta su microscopio y sus trabajos de astronomía.
El 20 de diciembre, el padre Tommaso Caccini ataca muy violentamente a Galileo en la iglesia Santa Maria Novella. El 6 de enero de 1614, el carmelita Paolo Foscarini, un copernicano, publica una carta tratando positivamente la opinión de los pitagóricos y de Copérnico sobre la movilidad de la Tierra. Él percibe el sistema copernicano como una realidad física. La controversia toma una amplitud tal que el cardenal Belarmino debe intervenir el 12 de abril. Este escribe una carta a Foscarini donde condena sin equívocos la tesis heliocéntrica en ausencia de refutación concluyente del sistema geocéntrico. En dicha carta escribe:

Y no se puede responder que esto no es materia de fe, porque si no es materia de fe ex parti obiecti (respecto al objeto), es materia de fe ex parte dicentis (por quien lo dice). Y tan herético sería como quien dijera que Abraham no tuvo dos hijos y Jacob doce, o quien dijera que Cristo no nació de Virgen. — Cardenal Belarmino, «Carta a Foscarini». Opere XII, pp. 171-172.

En 1614, conoce a Juan Bautista Baliani, físico genovés, que será su amigo y correspondiente durante largos años.
Como reacción, Galileo escribe a Cristina de Lorena una carta extensa en la cual desarrolla admirablemente sus argumentos en favor de la ortodoxia del sistema copernicano. Esta carta, escrita hacia abril de 1615 y también muy difundida, es una pieza esencial de la documentación. Ahí se evidencian los pasajes de las Escrituras que plantean problemas desde un punto de vista cosmológico.
A pesar de ello, Galileo es obligado a presentarse en Roma para defenderse contra las calumnias y, sobre todo, para tratar de evitar una prohibición de la doctrina copernicana. Pero le falta la prueba irrefutable de la rotación de la Tierra para apoyar sus requerimientos. Su intervención llega demasiado tarde: Lorini, por carta de denuncia, ya había avisado a Roma de la llegada de Galileo y el Santo Oficio ya había empezado a instruir el caso.
El 8 de febrero de 1616, Galileo envía su teoría de las mareas (Discorso del flusso e reflusso) al cardenal Alejandro Orsini. Esta teoría (la cual está en contradicción con el principio de la inercia, enunciado por el mismo Galileo, y que solo puede explicar pequeños componentes del fenómeno) pretendía demostrar que el movimiento de la Tierra producía las mareas, mientras que los astrónomos jesuitas ya postulaban con acierto que las mareas eran producidas por la atracción de la Luna.[cita requerida]

### La censura de las teorías copernicanas (1616)
A pesar de pasar dos meses removiendo cielo y tierra para impedir lo inevitable, es convocado el 16 de febrero de 1616 por el Santo Oficio para el examen de las proposiciones de censura. Es una catástrofe para él. La teoría copernicana es condenada como «una insensatez, un absurdo en filosofía y formalmente herética».
El 25 y 26 de febrero de 1616, la censura es ratificada por la Inquisición y por el papa Paulo V.
Aunque no se le inquieta personalmente, se ruega a Galileo que exponga su tesis presentándola como una hipótesis y no como un hecho comprobado, cosa que no hizo a pesar de que no le fue posible demostrar dicha tesis. Esta petición se extiende a todos los países católicos.
La intransigencia de Galileo, que rechaza la equivalencia de las hipótesis copernicana y de Ptolomeo, pudo haber precipitado los hechos. En un estudio del proceso por Paul Feyerabend (véase, por ejemplo, el Adiós a la razón) se argumenta que la actitud del inquisidor (Roberto Belarmino) fue al menos tan científica como la de Galileo, siguiendo criterios modernos.

No obstante, este primer proceso se resolvió de forma interna en el Tribunal del Santo Oficio sin citarle a declarar ni condenarle. Además, como figura en "El Cristianismo en la Historia":
«No todos estuvieron de acuerdo en 1616 con la opinión del Tribunal, en particular los astrónomos jesuitas del Colegio Romano, y el carmelita italiano Paolo Foscarini (entre otros) publicó un opúsculo donde defendía que el sistema de Copérnico no contradice la Sagrada Escritura. En el aspecto práctico, el fallo del tribunal sólo exigía modificar unos pocos pasajes sobre los escritos de Copérnico –quien a su vez había sido doctor en Derecho Canónico– para explicar que el heliocentrismo no era una teoría verdadera, sino sólo un artificio útil para los cálculos astronómicos.»
Este asunto afecta profundamente a Galileo. Sus enfermedades le van a atormentar durante los dos años siguientes y su actividad científica se reduce. Solo reanuda su estudio de la determinación de las longitudes en el mar. Sus dos hijas, Arcángela y Celeste, entran en órdenes religiosas.
En 1618, observa el paso de tres cometas, fenómeno que relanza la polémica sobre la incorruptibilidad de los cielos.
En 1619, el padre jesuita Horazio Grassi publica De tribus cometis ani 1618 disputatio astronomica. En él defiende el punto de vista de Tycho Brahe sobre las trayectorias elípticas de los cometas. Galileo responde al principio por la intermediación de su alumno Mario Guiducci, quien publica en junio de 1619 Discorso delle comete, donde desarrolla una teoría errónea sobre los cometas, afirmando que solo se trataba de ilusiones ópticas, incluyendo causas de fenómenos meteorológicos. Los astrónomos jesuitas del Observatorio Vaticano decían, en cambio, que eran objetos celestes reales.
En octubre, Horazio Grassi ataca a Galileo en un panfleto: a las consideraciones científicas se suman las insinuaciones religiosas malvadas, muy peligrosas en tiempos de la Contrarreforma.
Es entonces cuando Galileo, animado por su amigo el cardenal Maffeo Barberini y sostenido por la Academia de los Linces, responderá con ironía en Il saggiatore. Grassi, uno de los sabios jesuitas más importantes, es ridiculizado.
Mientras tanto, Galileo había comenzado a estudiar los satélites de Júpiter. Por culpa de dificultades técnicas se ve obligado a abandonar el cálculo de sus efemérides. Galileo se ve cubierto de honores en 1620 y 1622.
El 28 de agosto de 1620, el cardenal Barberini envía a su amigo el poema Adulatio perniciosa que ha compuesto en su honor. El 20 de enero de 1621, Galileo se convierte en cónsul de la Academia Florentina. El 28 de febrero, Cosme II, el protector de Galileo, muere súbitamente.
En 1622, aparece en Fráncfort una Apología de Galileo redactada por Tommaso Campanella en 1616. Un defensor bastante poco confiable, puesto que Campanella ya está condenado por herejía.
El 6 de agosto de 1622, el cardenal Maffeo Barberini es elegido papa bajo el nombre de Urbano VIII. El 3 de febrero de 1623, Galileo recibe la autorización para publicar su Saggiatore, que dedica al nuevo papa. La obra sale a luz el 20 de octubre de 1623. Gracias a las cualidades polémicas (y literarias) de la obra, se aseguró el éxito en la época. No permanece más que unos meses allí, pero Galileo se convierte de alguna manera en el representante de los círculos intelectuales romanos en rebelión contra el conformismo intelectual y científico impuesto por los jesuitas.
Los años siguientes son bastante tranquilos para Galileo a pesar de los ataques de los aristotélicos. Los aprovecha para perfeccionar su microscopio compuesto (septiembre de 1624) y pasa un mes en Roma, donde es recibido numerosas veces por Urbano VIII. Este último le da la idea de su próximo libro Diálogo sobre los dos sistemas del mundo, obra que presenta de manera imparcial a la vez el sistema aristotélico y el sistema copernicano. Encarga escribirla a Galileo.
En 1626, Galileo prosigue sus investigaciones sobre la estructura del imán. También recibe la visita de Élie Dodati, que llevará las copias de sus manuscritos a París. En marzo de 1628, Galileo cae gravemente enfermo y está a punto de morir.
El año siguiente, sus adversarios intentan privarle de la asignación que recibe de la Universidad de Pisa, pero la maniobra falla.
Hasta 1631 Galileo consagra su tiempo a la escritura del Diálogo y a intentar que este sea admitido por la censura. La obra se imprime en febrero de 1632. Los ojos de Galileo comienzan a traicionarle en marzo y abril. Las posiciones del teólogo valón Libert Froidmont (de la Universidad Católica de Lovaina) esclarecen bien todos los equívocos de la condena de Galileo.

### La condena de 1633
El 21 de febrero de 1632, Galileo, protegido por el papa Urbano VIII y el gran duque de Toscana Fernando II de Médici, publica en Florencia su diálogo de los Massimi sistemi (Diálogo sobre los principales sistemas del mundo, Dialogo sopra i due massimi sistemi del mondo), donde se burla implícitamente del geocentrismo de Ptolomeo. El Diálogo es a la vez una revolución y un verdadero escándalo. El libro es, en efecto, abiertamente procopernicano, ridiculizando audazmente la interdicción de 1616 (que no será levantada hasta 1812: a verificar).
El Diálogo se desarrolla en Venecia durante cuatro jornadas entre tres interlocutores: Filipo Salviati, un florentino seguidor de Copérnico, Giovan Francesco Sagredo, un veneciano ilustrado sin tomar partido, y Simplicio, un mediocre defensor de la física aristotélica, un personaje que algunos quieren ver inspirado en Urbano VIII. Pero, mientras que se le reprocha el carácter ostensiblemente peyorativo del nombre, Galileo responde que se trata de Simplicio de Cilicia. Muchos autores coinciden en que Galileo no esperaba estas reacciones ni que el papa se posicionara entre sus adversarios.
En estos cuatro días de discusión, Galileo, aunque lo tenía prohibido por el decreto de 1616, presenta dos nuevas pruebas de carácter experimental y observacional a favor de la teoría copernicana. La basada en el movimiento de las mareas, errónea, y la basada en la rotación de las manchas solares, acertada y que refutaba tanto la ptolemaica (ya descartada por las fases de Venus), como la de Tycho Brahe, en cuya defensa se habían refugiado los jesuitas del Colegio Romano. Esto motivó la intervención de la Inquisición, que solo le permitía a Galileo el presentar la teoría como mera hipótesis, y no aportar pruebas a su favor.
Por otra parte, Galileo tiene en Roma poderosos enemigos, fundamentalmente entre los jesuitas del Colegio Romano, en especial Christoph Scheiner y Horazio Grassi, quienes se consideraban la rama intelectual de la Iglesia, y que pudieron ser quienes lanzaron el rumor de que el papa Urbano era, en realidad, el simpático pero poco brillante Simplicio. Esto fue muy perjudicial para Galileo, pues en Roma era muy conocida la gran soberbia del papa. Por otro lado, tampoco ayudó a Galileo el escribir su citada obra en lengua vulgar, en vez de hacerlo en el idioma culto utilizado entonces entre los hombres de ciencia, el latín.
El proceso realizado por la Inquisición fue irregular, pues a pesar de que el libro había pasado el filtro de los censores, se le acusaba de introducir doctrinas heréticas. Puesto que esto dejaba en mal lugar a dichos censores, la acusación oficial fue de violar la prohibición de 1616.
Galileo fue requerido para presentarse en Roma. Sin embargo, estaba sumamente enfermo y agotado, y ya contaba 68 años, por lo que se demoró en acudir, además de que en esos momentos existía una epidemia de peste en Italia. Aunque presentó certificados médicos alegando estas circunstancias, a finales de diciembre de 1632 fue conminado a acudir inmediatamente de grado o por fuerza. Que no era voluntad suya el retrasar el viaje lo prueba el que, debido a la peste, fuera retenido por espacio de 42 días para abandonar la Toscana. Por otra parte, el trato recibido durante el proceso fue correcto, alojado en las habitaciones del palacio de la Inquisición y recibiendo todas las atenciones que necesitaba, si bien no fue ningún trato especial distinto al resto de personalidades importantes y personas de su condición.
El proceso comenzó con un interrogatorio el 9 de abril de 1633, donde Galileo no reconoce haber recibido expresamente ninguna orden del cardenal Bellarmino. Por otra parte, dicha orden aparece en un acta que no estaba firmada ni por el cardenal ni por el propio Galileo. Con pruebas endebles es difícil dictar una condena, por lo que es conminado a confesar, con amenazas de tortura si no lo hace y promesas de un trato benevolente en caso contrario. Galileo acepta confesar, lo que lleva a cabo en una comparecencia ante el tribunal el 30 de abril. Una vez obtenida la confesión, se produce la condena el 21 de junio. Al día siguiente, en el convento romano de Santa Maria sopra Minerva, le es leída la sentencia, donde se le condena a prisión perpetua y se le conmina a abjurar de sus ideas, cosa que hace seguidamente. Tras la abjuración el papa conmuta la prisión por arresto domiciliario de por vida. Se le permitió iniciar su pena como invitado de su amigo el arzobispo de Siena y luego continuarlo en su villa de Arcetri, cerca de Florencia, próxima al convento donde residían sus hijas: la hermana María Celeste y la hermana Arcángela. Allí, siguió trabajando en el problema del movimiento, cuyo estudio había iniciado en Pisa medio siglo antes.
Giuseppe Baretti afirmó que, después de la abjuración, Galileo dijo la famosa frase Eppur si muove («Y, sin embargo, se mueve»), pero según el historiador de la Ciencia canadiense y experto en la obra de Galileo, Stillman Drake, el astrónomo no pronunció la famosa frase en ese momento, ya que no se encontraba en situación de libertad y sin duda era desafiante hacerlo ante el tribunal de cardenales de la Inquisición. Para Stillman, si esa frase fue pronunciada, lo fue en otro momento.
El texto de la sentencia fue difundido por doquier: en Roma el 2 de julio y en Florencia el 12 de agosto. La noticia llega a Alemania a finales de agosto, en Bélgica en septiembre. Los decretos del Santo Oficio no se publicarán jamás en Francia, pero René Descartes renuncia, prudentemente, a la publicación de su Mundo.
Muchos (entre ellos Descartes), en la época, pensaron que Galileo era la víctima de una confabulación de los jesuitas, que se vengaban así de la afrenta sufrida por Horazio Grassi en el Saggiatore.

### Últimos años
Galileo permaneció confinado en su casa de Florencia desde diciembre de 1633 hasta 1638. Allí recibió algunas visitas, lo que le permitió que alguna de sus obras en curso de redacción pudiera cruzar la frontera. Estos libros aparecieron en Estrasburgo y en París en traducción latina.

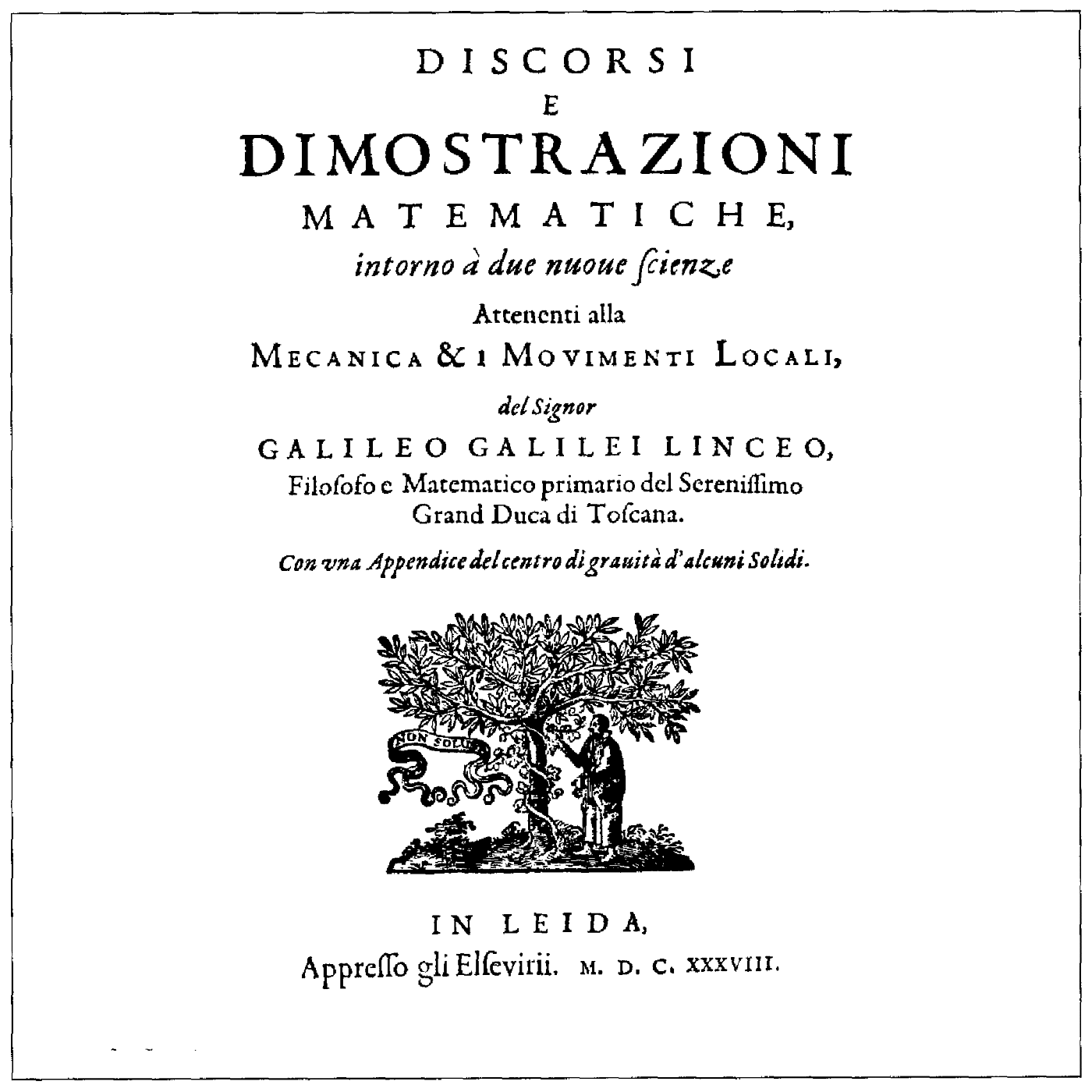
Dos nuevas ciencias

En 1636, Luis Elzevier recibió un boceto de los Discursos sobre dos nuevas ciencias por parte del maestro florentino. Este es el último libro que escribirá Galileo, en el que se establecieron los fundamentos de la mecánica en tanto que ciencia, marcando así el fin de la física aristotélica. Intentó también fijar las bases de la resistencia de los materiales, con menos éxito. Terminó este libro justo antes de perder la vista en el ojo derecho el 4 de julio de 1637.
El 2 de enero de 1638, Galileo perdió definitivamente la vista. Por aquel entonces, Dino Peri había recibido la autorización para vivir en casa de Galileo y asistirlo junto con el padre Ambrogetti, que tomó nota de la sexta y última parte de los Discursos. Esta parte no aparecerá hasta 1718. La obra completa salió a luz en julio de 1638 en Leiden (Países Bajos) y en París. Será leída por las más grandes personalidades de la época. Descartes, por ejemplo, enviará sus observaciones al clérigo y matemático Mersenne, que se encargaría de editar en París el texto comentado.
Galileo, entretanto, había recibido la autorización para instalarse cerca del mar, en su casa de San Giorgio. Permanecerá allí hasta su muerte, rodeado de sus discípulos (Viviani, Torricelli, Peri, etc.), trabajando en la astronomía y otras ciencias. A finales de 1641, Galileo trató de aplicar la oscilación del péndulo a los mecanismos del reloj (véase escape de Galileo).

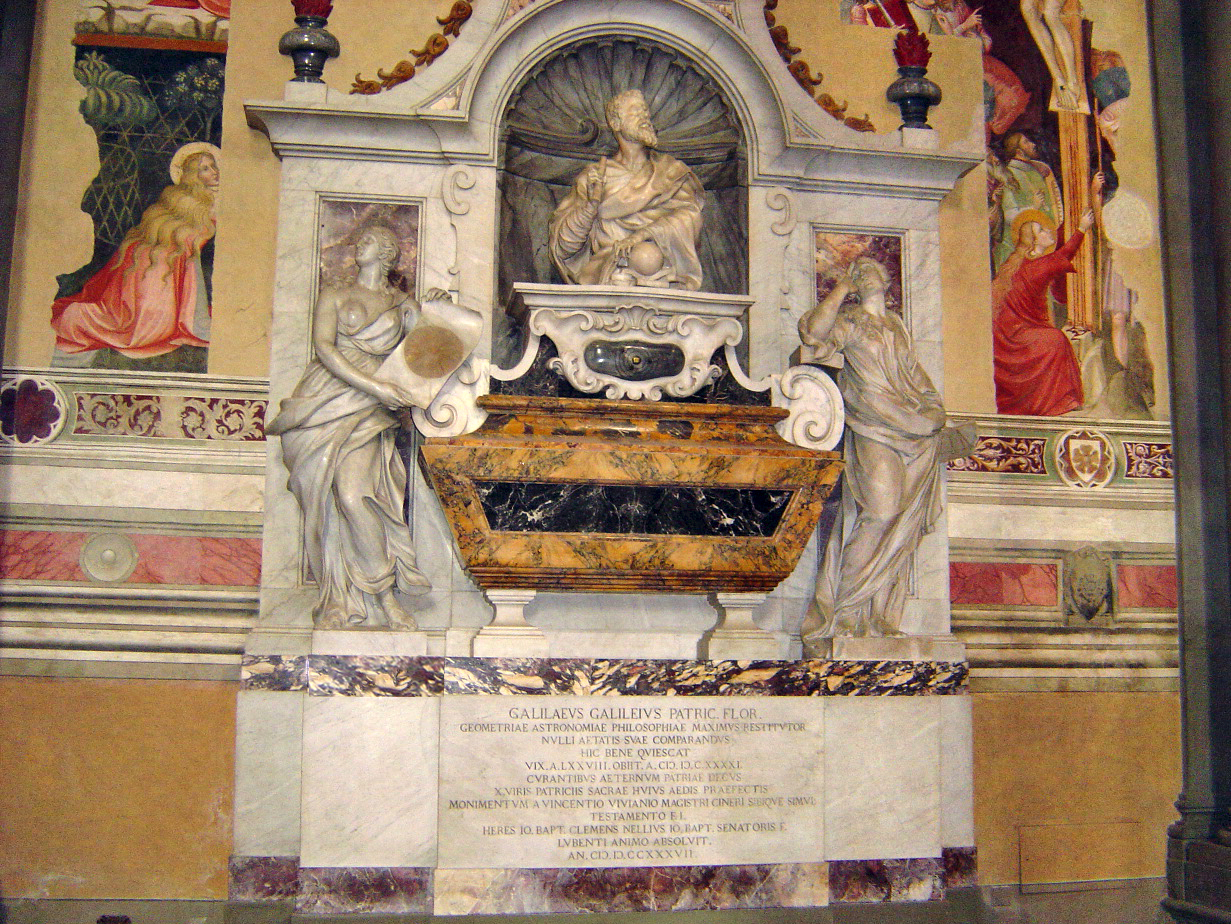
Tumba de Galileo, en Santa Croce, Florencia

Unos días más tarde, el 8 de enero de 1642, Galileo murió en Arcetri a la edad de 77 años. Su cuerpo se inhumó en Florencia el 9 de enero. Se erigiría un mausoleo en su honor el 13 de marzo de 1736 en la iglesia de la Santa Cruz de Florencia.

## Posición de la Iglesia en los siglos siguientes
Galileo cuestionó y resquebrajó, especialmente en su obra Diálogo sobre los principales sistemas del mundo (1633), los principios sobre los que hasta ese momento se había sustentado el conocimiento e introdujo las bases del método científico, que a partir de entonces se fue consolidando. En filosofía aparecieron corrientes de pensamiento racionalista (Descartes) y empirista (Francis Bacon y Robert Boyle).

### SigloXVII, resistencia a la separación entre ciencia y teología
La teoría del heliocentrismo suponía cuestionar que las creencias del momento (como, por ejemplo, que la Tierra fuera el centro del Universo —geocentrismo—) fueran válidas para una verdadera ciencia. Las consecuencias no solo afectaron a la teología y la ciencia incipiente, sino que también habrá consecuencias metafísicas y ontológicas que causarán reacciones de los científicos.[cita requerida]

### SigloXVIII, Benedicto XIV autoriza las obras sobre el heliocentrismo
El papa Benedicto XIV autoriza las obras sobre el heliocentrismo en la primera mitad del siglo XVIII, y esto en dos tiempos:
- En 1741, ante la prueba óptica de la órbita de la Tierra, hizo que el Santo Oficio diese al impresor la primera edición de las obras completas de Galileo.
- En 1757, las obras favorables al heliocentrismo fueron autorizadas de nuevo por un decreto de la Congregación del Índex, que retira estas obras del Index Librorum Prohibitorum.

### SigloXX, homenaje sin rehabilitación
A partir de Pío XII (1876-1958) se comienza a rendir homenaje al gran sabio que era Galileo. En 1939, a pocos meses de su elección a la santa sede, este papa, en su primer discurso a la Academia Pontificia de las Ciencias, describe a Galileo como «el más audaz héroe de la investigación... sin miedos a lo preestablecido y los riesgos a su camino, ni temor a romper los monumentos».
Su biógrafo durante 40 años, el jesuita Robert Leiber (1887-1967), escribió: «Pío XII fue muy cuidadoso en no cerrar prematuramente ninguna puerta a la ciencia. Fue enérgico en ese punto y sintió pena por el caso de Galileo».
En 1979 y en 1981, el papa Juan Pablo II (1920-2005) encarga a una comisión estudiar la controversia de Ptolomeo-Copérnico de los siglos XVI y XVII. Juan Pablo II considera que no se trataba de rehabilitación.[cita requerida]
El 31 de octubre de 1992, Juan Pablo II rinde una vez más homenaje al sabio durante su discurso a los asistentes a la sesión plenaria de la Academia Pontificia de las Ciencias. En él reconoce claramente los errores de ciertos teólogos del siglo XVII en el asunto.
El papa Juan Pablo II pidió perdón por los errores que hubieran cometido los hombres de la Iglesia a lo largo de la historia. En el caso de Galileo propuso una revisión honrada y sin prejuicios en 1979, pero la comisión que nombró al efecto en 1981 y que dio por concluidos sus trabajos en 1992, confirmó una vez más la tesis de que Galileo carecía de argumentos científicos para demostrar el heliocentrismo y sostuvo la inocencia de la Iglesia como institución y la obligación de Galileo de reconocer y prestar obediencia a su magisterio, justificando la condena y evitando una rehabilitación plena. El propio cardenal Ratzinger, prefecto de la Congregación para la Doctrina de la Fe, lo expresó rotundamente el 15 de febrero de 1990 en la Universidad romana de La Sapienza, cuando en una conferencia hizo suya la afirmación del filósofo Paul Feyerabend (1924-1994):

La Iglesia de la época de Galileo se atenía más estrictamente a la razón que el propio Galileo, y tomaba en consideración también las consecuencias éticas y sociales de la doctrina galileana. Su sentencia contra Galileo fue razonable y justa, y solo por motivos de oportunismo político se legitima su revisión.
Paul Feyerabend [1976]: Contra la opresión del método 
(pág. 206), Fráncfort, 1983.

Estas declaraciones serán objeto de una fuerte polémica cuando, en el año 2008, el ya papa Benedicto XVI tenga que renunciar a una visita a la Universidad de La Sapienza de Roma.
Es habitual en Ratzinger la cita de autores, a priori contrarios a las posturas de la Iglesia, para reforzar sus tesis, de la misma forma que cita a Paul Feyerabend al que califica de «filósofo agnóstico y escéptico», cita también al que califica de «marxista romántico» Ernst Bloch (1885-1977) para justificar científicamente, acogiéndose a la teoría de la relatividad, la corrección de la condena a Galileo no solamente contextualizada en su época, sino desde la nuestra:

Según Bloch, el sistema heliocéntrico —al igual que el geocéntrico— se funda sobre presupuestos indemostrables. En esta cuestión desempeña un papel importantísimo la afirmación de la existencia de un espacio absoluto, cuestión que actualmente la teoría de la relatividad ha desmentido. Este [Bloch] escribe textualmente: «Desde el momento en que, con la abolición del presupuesto de un espacio vacío e inmóvil, no se produce ya movimiento alguno en este, sino simplemente un movimiento relativo de los cuerpos entre sí, y su determinación depende de la elección del cuerpo asumido como en reposo, también se podría, en el caso de que la complejidad de los cálculos resultantes no mostrara esto como improcedente, tomar, antes o después, la Tierra como estática y el Sol como móvil» (E. Bloch, El principio de la esperanza, Fráncfort, 1959, p. 290). La ventaja del sistema heliocéntrico con respecto al geocéntrico no consiste, entonces, en una mayor correspondencia con la verdad objetiva, sino simplemente en una mayor facilidad de cálculo para nosotros.
Joseph Ratzinger, 1990

Sin duda resulta más escandalosa para los científicos la aseveración, que también hace suya en esas mismas páginas, del físico y filósofo alemán Carl Friedrich von Weizsäcker (1912-2007):

Desde las consecuencias concretas de la obra galileana, C. F. von Weizsäcker, por ejemplo, da un paso adelante cuando ve un «camino directísimo» que conduce desde Galileo a la bomba atómica.
Joseph Ratzinger, 1990

Si bien Ratzinger considera que Galileo abrió la «caja de Pandora», no se puede olvidar que será la Inquisición romana quien condena a Galileo.

### SigloXXI

#### Balance científico
El Santo Oficio prohibió en 1633 el Diálogo, texto escrito en 1632 por Galileo y le condenó a la cárcel, pero sin que se cumpliera la sentencia, que no fue ratificada por el papa.
En relación con las aportaciones científicas de Galileo, además de a las realizadas por Copérnico y Kepler, es frecuente referirse a ellas como una revolución científica en la astronomía que inició la ciencia moderna (caracterizada por la matematización, el mecanicismo y la experimentación) y supuso un cambio de paradigma tanto en la astronomía (paso del geocentrismo al heliocentrismo) como en modo de trabajo en otras disciplinas que se fundamentó en el método científico:

El estudio de los trabajos experimentales y de las formulaciones teóricas de Galileo es importante, sin embargo, no solo para conocer el origen de la filosofía natural moderna, sino también para comprender el modo como se pasa de un paradigma conceptual a otro. Por este motivo Galileo es un caso ejemplar, cuyo examen detallado lleva a replantear los problemas capitales de la teoría científica, la filosofía de la ciencia y la epistemología.

Para Stephen Hawking, Galileo probablemente sea, más que cualquier otro, el máximo responsable del nacimiento de la ciencia moderna; Albert Einstein lo llamó padre de la ciencia moderna.

#### La protesta de La Sapienza en 2008
Joseph Ratzinger, ya como papa, había sido invitado a participar en la ceremonia de inauguración del curso académico prevista para el 17 de enero de 2008, pero tuvo que renunciar ante la protesta iniciada unos meses antes por 67 profesores de la Universidad de La Sapienza y apoyada después por numerosos profesores y estudiantes para declararle persona non grata. El claustro de profesores no aceptaba la posición «medieval» del papa ante la condena de Galileo y condenaba las afirmaciones que había realizado en el discurso público pronunciado por el papa en la Universidad de La Sapienza en 1990.
Wikipedia y L'Oservatore Romano
Según L'Osservatore Romano, en realidad ni el discurso fue pronunciado en Parma ni en esa fecha concreta: los profesores de la Sapienza se basaron en una información incorrecta de Wikipedia, no la contrastaron y sacaron la frase de contexto haciendo decir a Ratzinger lo contrario de lo que dijo.
En la Wikipedia en español aparecía, hasta el 17 de marzo de 2009, Parma en vez de Roma y la fecha del 30 de marzo de 1990 en vez del 15 de febrero de 1990 como lugar y fecha de la conferencia de Ratzinger. La conferencia completa está publicada en el capítulo 4 del libro de Joseph Ratzinger Una mirada a Europa.
Una gran manifestación reúne 100 000 fieles en la Plaza de San Pedro el 20 de enero de 2008 en defensa de Ratzinger .

#### Diálogo entre ciencia y fe
A los 376 años de su condena y de la prohibición de sus libros, en el marco de los eventos del Año Internacional de la Astronomía, la Federación Mundial de Científicos promovió la celebración de una misa en su honor, que fue oficiada el 15 de febrero de 2009 por monseñor Gianfranco Ravasi, presidente del Consejo Pontificio de la Cultura. La Santa Sede aprovechó dicha celebración para hacer sentir la aceptación del legado del científico dentro de la doctrina católica.
También en 2009, dentro de la celebración del Año Internacional de la Astronomía, la Santa Sede organizó un congreso internacional sobre Galileo Galilei.
En marzo se presentó en Roma el libro escrito en italiano Galileo y el Vaticano que ofrece un «juicio objetivo por parte de los historiadores» para comprender la relación entre el gran astrónomo y la Iglesia. Al presentar el libro, el presidente del Consejo Pontificio para la Cultura, el arzobispo Gianfranco Ravasi, consideró que esta obra facilita a la Iglesia comprometerse «en una relación más vivaz y calmada con la ciencia».
En julio se presentó una nueva edición sobre las investigaciones del proceso realizado a Galileo. El nuevo volumen se titula I documenti vaticani del processo di Galileo Galilei (Los documentos vaticanos del proceso de Galileo Galilei), Archivo Secreto Vaticano. La edición ha ido a cargo del prefecto del Archivo Secreto Vaticano, monseñor Sergio Pagano.